# Лахин, Иван Тимофеевич
Иван Тимофеевич Лахин (1914—1991) — лейтенант Рабоче-крестьянской Красной Армии, участник Великой Отечественной войны, Герой Советского Союза (1944).

## Биография
Родился 18 июня 1914 года в посёлке Камень-на-Оби (ныне — Алтайский край). После окончания семи классов школы работал сначала воспитателем в детском доме, позднее перешёл на работу в горисполком. В 1935—1938 годах проходил службу в Рабоче-крестьянской Красной Армии. В 1938 году он окончил Читинское танковое училище. В августе 1941 года повторно был призван в армию. С ноября того же года — на фронтах Великой Отечественной войны. В 1942 году он окончил курсы «Выстрел».
К сентябрю 1943 года гвардии лейтенант Иван Лахин командовал стрелковой ротой 22-й гвардейской мотострелковой бригады 6-го гвардейского танкового корпуса 3-й гвардейской танковой армии Воронежского фронта. Отличился во время битвы за Днепр. 27 сентября — 2 октября 1943 года рота под командованием Ивана Лахина переправилась через Днепр и захватила плацдарм на его западном берегу на окраине села Григоровка Каневского района Черкасской области Украинской ССР. Рота успешно отразила большое количество немецких контратак, уничтожив 2 танка и около батальона немецкой пехоты. В тех боях лично уничтожил 19 солдат и офицеров, был ранен, но продолжал сражаться.
Указом Президиума Верховного Совета СССР «О присвоении звания Героя Советского Союза генералам, офицерскому, сержантскому и рядовому составу Красной Армии» от 10 января 1944 года за «образцовое выполнение боевых заданий командования на фронте борьбы с немецко-фашистскими захватчиками и проявленные при этом отвагу и геройство» был удостоен высокого звания Героя Советского Союза с вручением ордена Ленина и медали «Золотая Звезда» за номером 2142.
После окончания войны был уволен в запас. Проживал и работал сначала в Барнауле, затем в Благовещенске. Скончался 2 июня 1991 года, похоронен в Благовещенске.
Был также награждён орденом Отечественной войны 1-й степени и двумя орденами Красной Звезды, рядом медалей.